# (470308) 2007 JH43
2007 جاي إتش 43 (ويعرف أيضًا باسم (470308) 2007 جاي إتش 43 وفق تسمية الكوكب الصغير) (بالإنجليزية: 2007 JH43)‏ هو كويكب ضمن حزام الكويكبات؛ وترتيبه 470308 من حيث الاكتشاف.
اكتُشف هذا الجُرم الفلكي بواسطة مرصد بالومار في 2007.

## وصلات خارجية
- (470308) 2007 JH43 في قاعدة بيانات مختبر الدفع النفاث لأجرام النظام الشمسي الصغيرة

- الاكتشاف · مخطط المدار ·  العناصر المدارية · المعلمات المادية

- (470308) 2007 JH43 على موقع ويكي سكاي: DSS2, SDSS, GALEX, IRAS, Hydrogen α, X-Ray, Astrophoto, Sky Map, Articles and images